# Анода
Анода (лат. Anoda) — род цветковых растений семейства Мальвовые (Malvaceae), большинство которых родом из Мексики и Южной Америки.
Цветы состоят из пятилопастной чашечки без подчашия, пяти лепестков, большого числа тычинок и нескольких сросшихся плодников, образующих звездчатую многолопастную завязь.
Благодаря крупным, красивым цветкам некоторые виды, особенно A. hastata и А. triloba, разводятся в садах, эти растения сравнительно неприхотливы и особенного ухода не требуют.

## Виды
По информации базы данных The Plant List, род включает 23 вида:
- Anoda abutiloides A.Gray
- Anoda acerifolia Cav.
- Anoda albiflora Fryxell
- Anoda crenatiflora Ortega
- Anoda cristata (L.) Schltdl.
- Anoda guatemalensis Fryxell
- Anoda henricksonii M.C.Johnst.
- Anoda hintoniorum Fryxell
- Anoda hirta Fryxell
- Anoda lanceolata Hook. & Arn.
- Anoda leonensis Fryxell
- Anoda maculata Fryxell
- Anoda palmata Fryxell
- Anoda paniculata Hochr.
- Anoda pedunculosa Hochr.
- Anoda pentaschista A.Gray
- Anoda polygyna Fryxell
- Anoda pristina Fryxell
- Anoda pubescens Schltdl.
- Anoda reticulata S.Watson
- Anoda speciosa Fryxell
- Anoda succulenta Fryxell
- Anoda thurberi A.Gray